# Митрополит будимски Лукијан
Лукијан (световно Војислав Пантелић; Мол код Аде, 19. август 1950) је архиепископ и митрополит будимски и администратор Епархије темишварске. Бивши је епископ „сегедински” (1999—2002), епископ славонски (1985—1999) и викарни епископ моравички (1984—1985).

## Животопис
Владика Лукијан (Војислав Пантелић) рођен је 19. августа 1950. године, на Преображење, у бачком селу Мол код Аде, ФНРЈ. Родитељи су му Милан и Загорка рођ. Сивчев. Осмогодишњу школу је завршио у свом селу, а гимназију у Сенти. Најприје је студирао правне науке, а затим дипломирао на Богословском факултету у Београду (1980). Постдипломске студије похађао је на Институту за источне цркве у Регенсбургу у Немачкој, а потом и у Енглеској, у Ексетеру.
Епископ шумадијски Сава Вуковић замонашио га је 1979. у манастиру Дивостину, а рукоположио га је у чин јеромонаха у манастиру Свете Меланије у Зрењанину (1981). Вршио је дужност пароха на манастирској парохији Дивостин-Поскурице.

## Епископ
На редовном засједању Светог архијерејског сабора (1984) изабран је за викарног епископа моравичког, помоћника патријарху српском. Хиротонисан је у Саборној цркви у Београду дана 1. јула 1984. године од патријарха српског Германа, епископа шумадијског Саве Вуковића и нишког Иринеја Гавриловића.
Од 1985. био је на епископском престолу Епархије славонске у Пакрацу, одакле се због ратних прилика са дијелом пастве повукао 1991. године на слободну српску територију у Окучане одакле је са својом паством протјеран у операцији Бљесак (1995). Након пада Западне Славоније епископ Лукијан одлази у Америку гдје је био помоћни епископ митрополиту Иринеју Ковачевићу, а на Православном богословском факултету у Либертивилу предавао је општу историју хришћанске цркве једну академску годину.
Администрацију Епархије темишварске преузео је 1996. године. Током 1999. изабран је нови епископ славонски Сава (Јурић), а епископ Лукијан је изабран за епископа „сегединског” и наставио је администрирати Епархијом темишварском.
Послије смрти епископа будимског Данила (Крстића) постављен је 2002. за епископа будимског и наставио да управља Темишварском епархијом као администратор.
На српски језик је превео богослужбене књиге Посни и Цветни Триод, Октоих и свих 12 Минеја.
Члан је Удружења књижевника Србије од 2017. године.
Добитник је Велике базјашке повеље за 2018.
Говори руски, немачки, енглески, мађарски, а служи се румунским и грчким језиком.
Одликован је 14. марта 2022. године мађарским орденом Средњим крстом за заслуге.
На Видовдан 28. јуна 2022. године председник Републике Србије Александар Вучић одликовао је Епископа Лукијана Орденом Карађорђеве звезде првог степена. У марту 2023. одликовао га је румунски патријарх Данило.